# International Indian Film Academy Awards
International Indian Film Academy Awards eller IIFA Awards är en uppsättning priser i olika kategorier som delas ut till personer inom den indiska filmindustrin för deras insatser inom Bollywood. Det delas sedan år 2000 ut årligen av International Indian Film Academy. Prisceremonin äger rum på olika platser från år till år.